# Енна Айгнех
Енна Айгнех — (ірл. Énna Aignech) — верховний король Ірландії. Час правління: 219—191 до н. е. (згідно з «Історією Ірландії» Джеффрі Кітінга) або 313—293 до н. е. (відповідно до «Хроніки Чотирьох Майстрів»). Син Енгуса Туйрмеха Темраха (ірл. — Óengus Tuirmech Temrach). Прізвисько «Айгнех» в Ірландії застосовували переважно щодо коней. Прийшов до влади після вбивства свого попередника — Ніа Сегмайна (ірл. — Nia Segamain). Правив Ірландією протягом двадцяти чи двадцяти семи років. Був вбитий Крімтанном Косрахом (ірл. — Crimthann Coscrach) у битві під Ард Крімтайнн (ірл. — Ard Crimthainn). «Книга захоплень Ірландії» синхронізує його правління з правлінням Птолемея VIII Фіскона в Єгипті (145—116 до н. е.). Джеффрі Кітінг та Чотири Майстри відносять його правління до більш давніх часів.